# اسم صفة
الاسم الصفة في قواعد اللغة العربية هو اسم دلَّ على صفة شيء من المعاني، وهو موضوع ليُحمل على ما يوصف به. ويقابله الاسم الموصوف. واسم الصفة سبعة أنواع اسم الفاعل واسم المفعول والصفة المشبهة واسم التفضيل والمصدر الموصوف به والاسم الجامد المتضمن معنى الصفة المشتقة والاسم المنسوب.